# Force africaine en attente
Pour les articles homonymes, voir FAA.

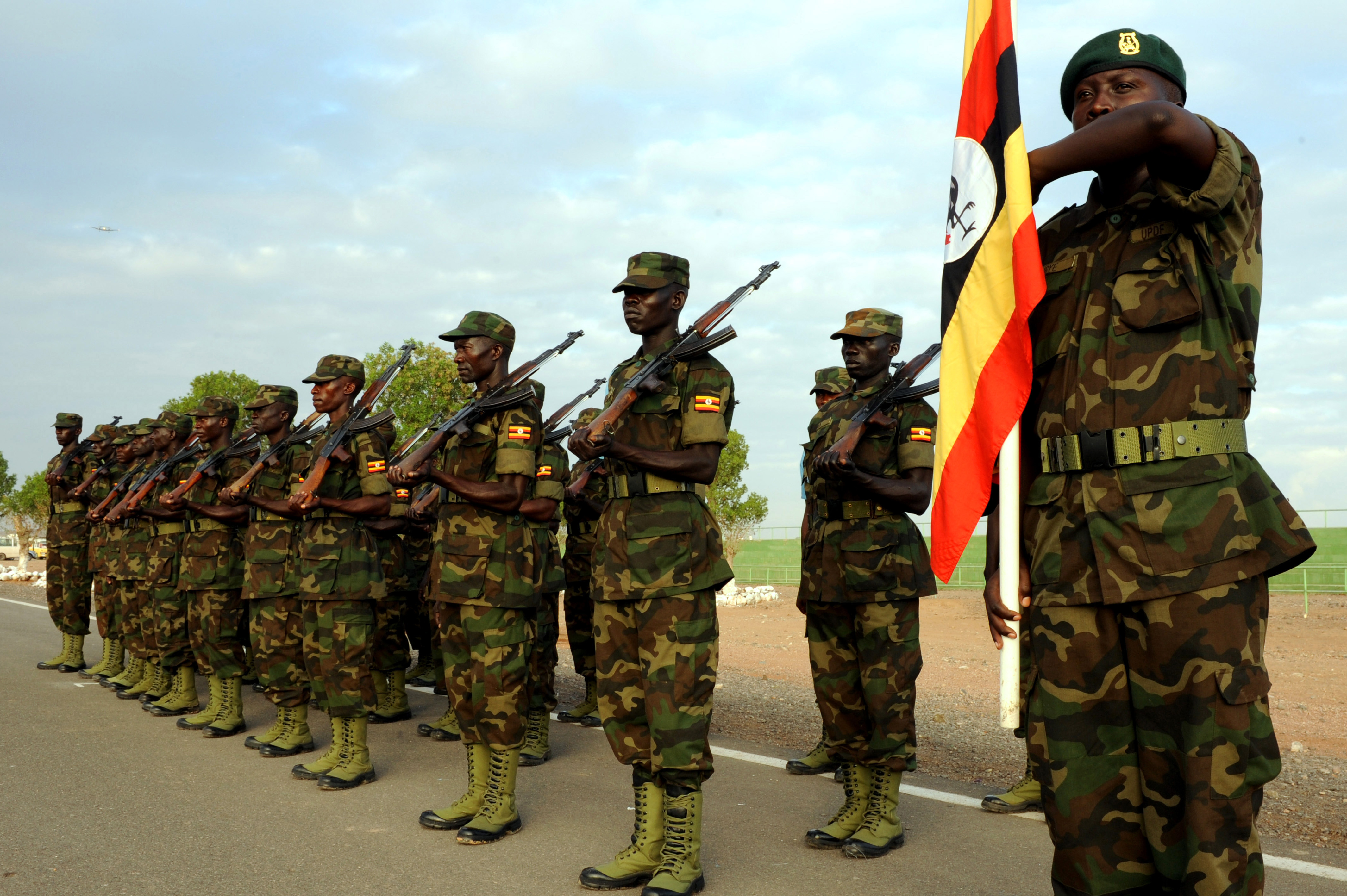
Des soldats des Forces de défense populaires de l’Ouganda se tiennent en formation alors que l’exercice multinational d’entraînement sur le terrain de la Force en attente d’Afrique de l’Est commence le 29 novembre 2009 avec une cérémonie d’ouverture à Djibouti.

La Force africaine en attente (ou FAA) est une force de maintien de la paix africaine prépositionnée constituée de contingents interarmes qui agiraient dans les crises africaines sous la direction de l'Union africaine. Son lancement a été repoussé à plusieurs reprises et elle n'a pas d'existence opérationnelle en 2020. 

## Histoire
La FAA a été prévue dès la constitution de l'Union africaine en 2002, dont elle doit être le bras militaire.

## Architecture
La FAA doit être composée de cinq brigades, disposant chacune de son propre commandement, correspondant aux cinq blocs politico-économiques du continent : Afrique du Nord, de l'Ouest, centrale, australe et de l'Est, baptisés communautés économiques régionales (CER). Les unités qui composent les brigades en attente sont fournies par les pays de chacun de ces CER. 
Les cinq brigades en attente prévues sont : 
–    SADCBRIG (Brigade de la CER d’Afrique australe)
–    EASBRIG (Brigade de la CER d’Afrique de l’Est)
–    ECOBRIG (Brigade de la CER d’Afrique de l’Ouest)
–    ECCASBRIG ou FOMAC (Brigade de la CER d’Afrique centrale)
–    NARC (Capacité régionale d’Afrique du Nord).
Ces brigades sont interarmes et avoir pour effectif jusqu’à 6 000 hommes. 
Chaque CER est censée avoir un élément de planification permanent, un quartier-général cadre à partir duquel est assemblé brigade. 

## Opérationnalisation
La première base logistique de la FAA a été inaugurée en janvier 2017 au Cameroun (dans un ancien aéroport de Douala, quartier de Bonapriso). 

## Difficultés
L’Union africaine n’a pas l’argent que nécessite la FAA et dépend donc fortement dans ce domaine des apports étrangers (Union européenne, ONU et États-Unis notamment).
L'opérationnalisation de la FAA rencontre aussi d'importants difficultés pratiques : qualité inégale des troupes, absence de langue commune dans certains cas, matériels incompatibles ou trop variés (transmissions, munitions, etc.).
La relation entre l'UA et les CER est chaotique, car régie par un grand nombre de textes et souvent marquée par la compétition.